# Adrien-François Servais
Pour les articles homonymes, voir Servais (homonymie).
Adrien François Servais né à Hal le 6 juin 1807 et mort dans sa ville natale le 26 novembre 1866 est un violoncelliste et compositeur belge.
Ses contemporains l'appelaient « Le Paganini du Violoncelle ». Il est le père du compositeur et chef d'orchestre Franz Servais et sa fille Augusta épousa le ténor dramatique Ernest Van Dyck.

## Biographie

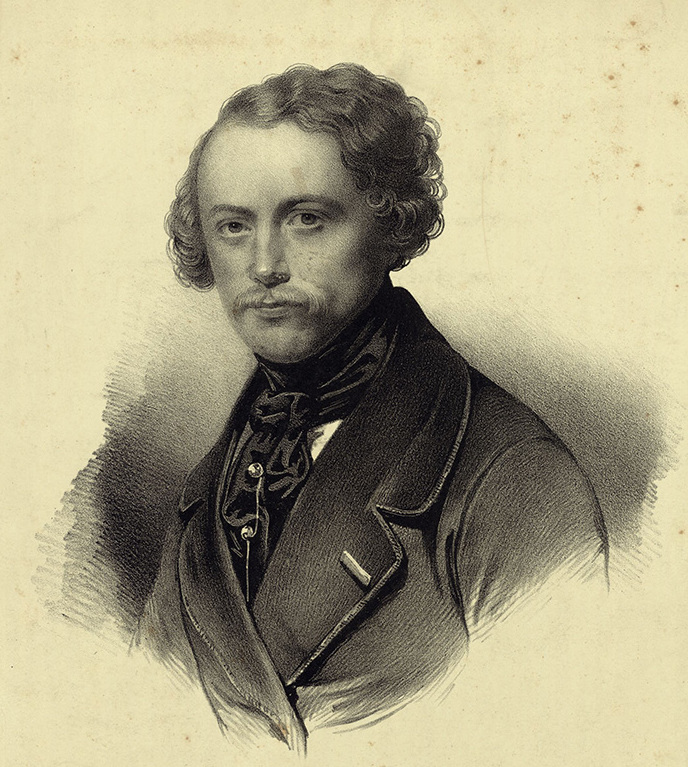
Adrien-François Servais, lithographie anonyme.

Adrien François Servais naît le 6 juin 1807 à Hal dans une famille modeste : son père est cordonnier et arrondit ses fins de mois en jouant à l'église et dans les bals ; sa mère est ménagère. Le petit Servais accompagne son père d'abord comme violoniste, puis dès l'âge de douze ans et poussé par le marquis Jules de la Croix de Chevrières de Sayve, musicien et châtelain de Clabecq, qui est le premier à avoir compris son talent. Il suit les cours de violon de Corneille Vanderplancken au théâtre de la Monnaie puis devient clarinettiste. Une occasion se présente à lui pour aller étudier le violoncelle à Bruxelles, lorsqu’il est âgé de dix-neuf ans. Dès 1835, sa carrière prend de l'importance. En 1837 il joue avec Franz Liszt et participe au premier concert du Philharmonique de Vienne en 1842. En 1844 il joue avec Felix Mendelssohn et Ferdinand David dans l’orchestre du Gewandhaus de Leipzig. Il voyage jusqu'à sa mort à travers l'Europe, la Russie, la Scandinavie, donnant de multiples concerts sur son violoncelle Servais', un Stradivarius de 1701.

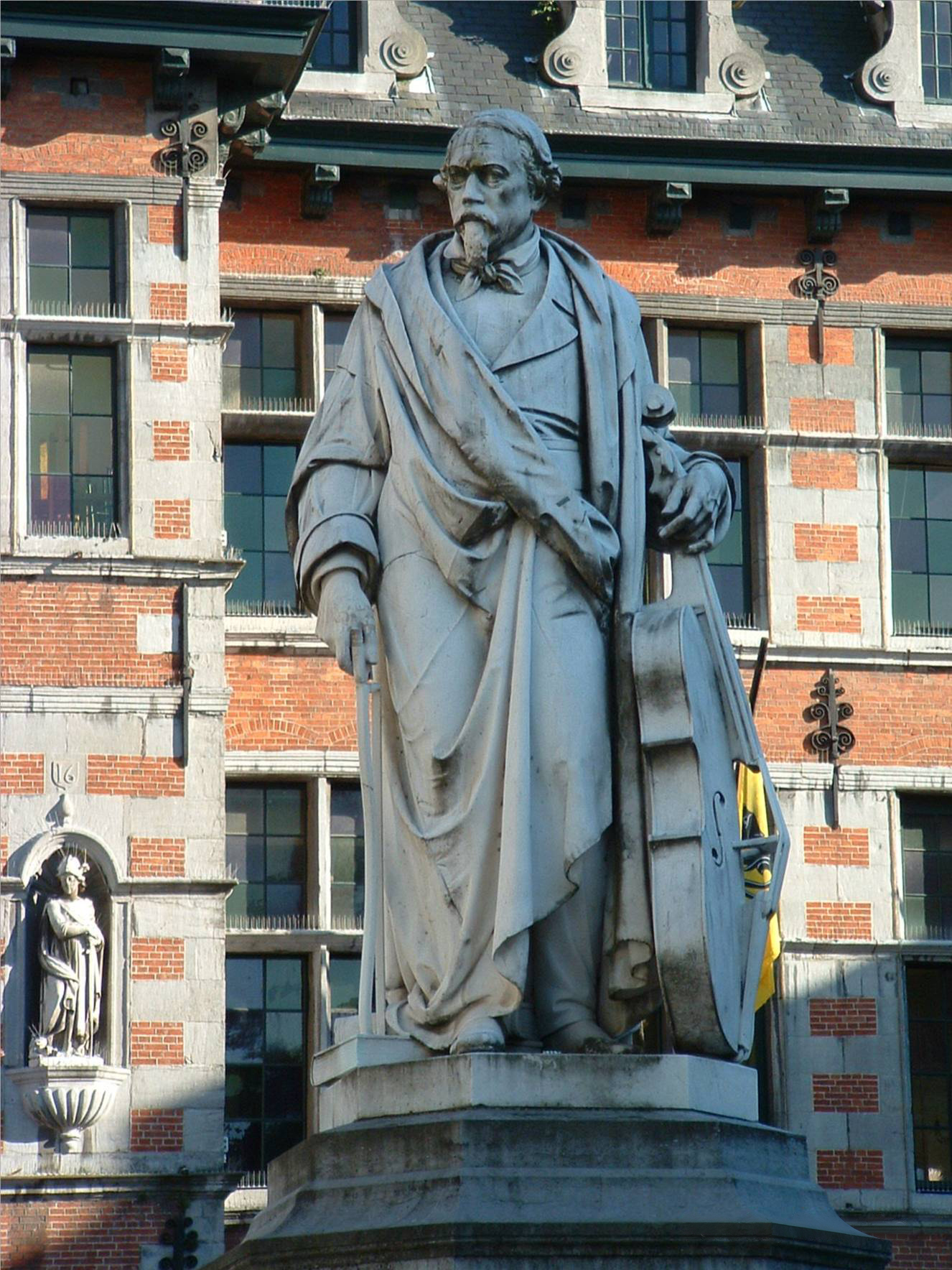
La statue de Servais sur la Grand-Place de Hal (Cyprien Godebski)

Il meurt le 26 novembre 1866 à Hal. Une statue à son effigie réalisée par son gendre Cyprien Godebski est édifiée sur la Grand-Place de cette ville.
Il a eu notamment pour élève Franz Xaver Neruda.
A sa demande, l'architecte Cluysenaar construisit à Hal la "Villa Servais".

## Famille
Adrien-François Servais s'est marié religieusement à Saint-Pétersbourg en juin ou juillet 1842, et civilement à Hal le 5 août 1848, avec Sophie Feygin (Saint-Petersbourg, 13 janvier 1820, Ixelles, 14 avril 1893), fille de Léopold-Eléazar Issacovitch Feygin (1798-1859) et d’Henriette Marcona Feygin (1799-1860).
Le couple a eu six enfants :
- Eugénie Léopoldine Sophie Servais, née à Huizingen le 13 juin 1843, morte à Saint Pétersbourg le 30 mars 1872 ; épouse de Cyprian Godebski (Méry-sur-Cher, 30 octobre 1835 - Paris, 25 novembre 1909), sculpteur franco-polonais. Sophie meurt en donnant naissance à leur troisième enfant, Misia (1872-1950), qui devint une pianiste, égérie de nombreux peintres impressionnistes et musiciens du début du XXe siècle ;
- Matthieu François, dit Franz Servais ;
- Joseph Servais, né à Hal le 28 novembre 1850, mort à Hal le 29 août 1885, violoncelliste ;
- Marie Servais, née à Hal le 21 avril 1855, morte à Buizingen le 17 mai 1901;
- Anna, née à Hal le 17 juillet 1856, morte à Hal le 23 août 1863 ;
- Augusta, née à Hal le 26 novembre 1860, morte à Berlaer-lez-Lierre le 15 juillet 1925, mariée avec le ténor wagnérien Ernest Van Dyck le 31 juillet 1886.

## Œuvres
- 4 Concertos pour violoncelle et orchestre.
- 16 Fantasies pour violoncelle et orchestre.
- 20 Duos für 2 violoncelles, ou Violoncelle et violon.
- Fantasie op. 2 "Souvenir de Spa" pour violoncelle et piano.
- 6 Caprices pour violoncelle et 2e violoncelle ad lib.
- Variations brillantes et concertantes sur l'air "God Save the King"; composées avec Joseph Ghys.